# David Bollier
David Bollier (1964) es un activista estadounidense, escritor y estratega político. Es becario senior en The Norman Lear Center en el USC Annenberg School for Communication, colabora con asiduidad con el productor/guionista televisivo Norman Lear, y escribe informes sobre tecnología para la Aspen Institute.
Bollier es también director de On the Commons donde escribe con frecuencia.
Bollier define su trabajo como "enfocado en promocionar los bienes comunales, haciendo entender cómo las tecnologías digitales están cambiando la cultura democrática, luchando contra los excesos de las leyes de propiedad intelectual, fortaleciendo los derechos del consumidor y promoviendo el activismo social.”
Es cofundador del grupo de interés público Public Knowledge donde actúa como miembro numerario.

## Libros de David Bollier (ediciones originales)
- Free, Fair and Alive: The Insurgent Power of the Commons (coautoría con Silke Helfrich) (New Society Publishers, 2019)
- Viral Spiral: How the Commoners Built a Digital Republic of Their Own (New Press, 2009)
- Ready to Share: Fashion and the Ownership of Creativity (Lear Center Press, 2006) Archivado el 15 de septiembre de 2009 en Wayback Machine.
- Brand Name Bullies: The Quest to Own and Control Culture (John Wiley & Sons, 2005)
- Sophisticated Sabotage: The Intellectual Games Used to Subvert Responsible Regulation, (with Thomas McGarity and Sidney Shapiro; Environmental Law Institute, 2004)
- Artists, Technology and the Ownership of Creative Content (Norman Lear Center, 2003) (enlace roto disponible en Internet Archive; véase el historial, la primera versión y la última).
- Silent Theft: The Private Plunder of Our Common Wealth (Routledge, 2002)